# Bandeira da Reivindicação Marítima
A Bandeira da Reivindicação Marítima é uma bandeira oficial da Bolívia, hasteada e utilizada em atos cívicos, culturais e políticos relacionados à mediterraneidade da Bolívia, utilizada no mês de março de cada ano, em repartições de todos os órgãos do Estado, Forças Armadas, Polícia Boliviana, entidades públicas e descentralizadas. É também a bandeira oficial da Força Naval Boliviana. 

## Descrição
A bandeira é azul marinho; Contém no quadrante superior esquerdo a bandeira tricolor ao lado da wiphala, com nove pequenas estrelas de cinco pontas, de cor dourada ao seu redor, e no quadrante inferior direito, uma estrela média de cinco pontas, de cor dourada; que representa o sentimento, o desejo e o espírito cívico do povo boliviano, de obter uma saída soberana para o Oceano Pacífico:
A Bandeira de Reivindicação Marítima do Estado Plurinacional da Bolívia é composta por um campo azul-marinho; No quadrante superior esquerdo, a Bandeira Tricolor ao lado da Wiphala, com nove pequenas estrelas douradas de cinco pontas ao redor e no quadrante inferior direito, uma estrela dourada média de cinco pontas.

Arte. 4, Lei nº 920 

## Significado
- Azul-marinho: O campo azul-marinho representa a zona marítima do Oceano Pacífico.
- Tricolor: Suas cores representam os heróis do nascimento, preservação e consolidação do Estado, a riqueza mineral do subsolo, a riqueza da natureza e a esperança da Bolívia.
- Wiphala:Identifica o sistema comunitário baseado na equidade, igualdade, harmonia, solidariedade e reciprocidade na Bolívia.
- Estrelas douradas:Representam as subdivisões da Bolívia e o Departamento do Litoral.